# Mexicaans territorium

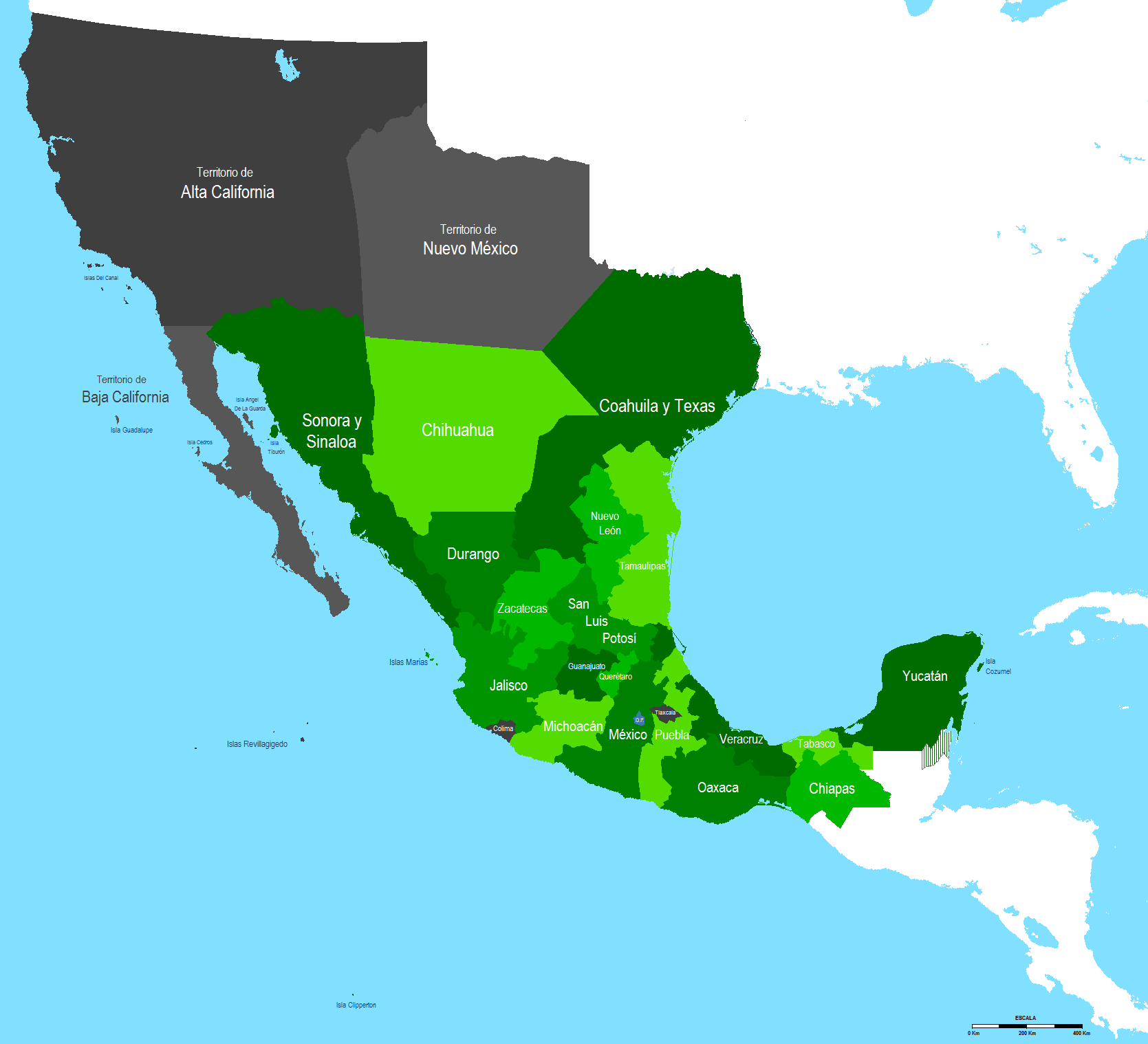
Mexico met de initiële territoria van 1824 en het later dat jaar gevormde Tlaxcala.

Mexico heeft in de geschiedenis verscheidene territoria gehad. De Mexicaanse grondwet van 1824 benoemde er vier en later zijn er nog verdere territoria gecreëerd.
| Oprichtingsdatum | Naam                     | Mutatie                                                           | Vastgelegd in                         |
| ---------------- | ------------------------ | ----------------------------------------------------------------- | ------------------------------------- |
| 4 oktober 1824   | Alta California          | Gevormd                                                           | Mexicaanse grondwet van 1824          |
| 4 oktober 1824   | Baja California          | Gevormd                                                           | Mexicaanse grondwet van 1824          |
| 4 oktober 1824   | Colima                   | Gevormd                                                           | Mexicaanse grondwet van 1824          |
| 4 oktober 1824   | Nuevo México             | Gevormd                                                           | Mexicaanse grondwet van 1824          |
| 24 november 1824 | Tlaxcala                 | Gevormd uit een deel van de staat Puebla.                         |                                       |
| 23 mei 1835      | Aguascalientes           | Gevormd uit een deel van de staat Zacatecas.                      |                                       |
| 1853             | Carmen                   | Gevormd uit het Isla del Carmen en een deel van de staat Yucatán. | Antonio López de Santa Anna           |
| 1853             | Sierra Gorda             | Gevormd uit delen van Querétaro, San Luis Potosí en Guanajuato.   | Antonio López de Santa Anna           |
| 1853             | Tehuantepec              | Gevormd uit delen van de staten Oaxaca en Veracruz.               | Antonio López de Santa Anna           |
| 3 mei 1858       | Campeche                 | Gevormd van het district Campeche van Yucatán.                    |                                       |
| 12 december 1884 | Tepic                    | Gevormd uit delen van de staat Jalisco.                           | Presidentieel decreet Manuel González |
| 24 november 1902 | Quintana Roo             | Afgesplitst van de staat Yucatán.                                 | Presidentieel decreet Porfirio Díaz   |
| 30 december 1930 | Norte de Baja California | Splitsing van Baja California.                                    |                                       |
| 30 december 1930 | Sur de Baja California   | Splitsing van Baja California.                                    |                                       |